# Hypocrita drucei
Hypocrita drucei là một loài bướm đêm thuộc phân họ Arctiinae, họ Erebidae.